# Numistrumi csata
A numistrumi csata i. e. 210-ben zajlott Hannibal serege és a Marcus Claudius Marcellus által vezetett római sereg között. A csata a helyszín közelében található Numistrum (olaszosan Numistro) településről kapta a nevét.

## Előzmények
Hannibál a városon kívül egy dombon vert tábort. Innen várta a feldühödött Marcellus támadását, akit előzőleg a herdoniai csatában megvert. Marcellus a síkságon vert tábort ezért rossz kiindulási helyzettel rendelkezett. Megpróbált meglepetésszerűen támadni. A csata hajnalban kezdődött.

## A csata
A csata egész nap zajlott anélkül, hogy a tábornokok tudták volna, hogy a stratégiáiknak semmi haszna sincs. A csatát alkonyatkor a katonák fáradtsága miatt befejezték. A csata döntetlennel zárult, de a rómaiak a győzelmüknek hitték. A következő napon a karthágóiak elvonultak, de a rómaiak szorosan követték őket. Az üldözésnek egyenes következménye volt az asculumi csata.

## Fordítás
- Ez a szócikk részben vagy egészben  a   Schlacht von Numistro  című német Wikipédia-szócikk fordításán alapul.  Az eredeti cikk szerkesztőit annak laptörténete sorolja fel. Ez a jelzés csupán a megfogalmazás eredetét és a szerzői jogokat jelzi, nem szolgál a cikkben szereplő információk forrásmegjelöléseként.